# Campionati sloveni di sci alpino 2002
I Campionati sloveni di sci alpino 2002 si sono svolti a Innerkrems (in Austria), a Krvavec e a Rogla dal 23 al 29 marzo. Il programma ha incluso gare di supergigante, slalom gigante e slalom speciale, sia maschili sia femminili.
Trattandosi di competizioni valide anche ai fini del punteggio FIS, vi hanno partecipato anche sciatori di altre federazioni, senza che questo consentisse loro di concorrere al titolo nazionale sloveno.

## Risultati

### Uomini

#### Supergigante
| Pos. | Atleta             | Nazione  | Tempo   |
| ---- | ------------------ | -------- | ------- |
| 1    | Andrej Jerman      | Slovenia | 1:18,73 |
| 1    | Primož Skerbinek   | Slovenia | 1:18,73 |
| 3    | Kurt Engl          | Austria  | 1:19,06 |
| 4    | Gregor Šparovec    | Slovenia | 1:19,26 |
| 5    | Kurt Sulzenbacher  | Italia   | 1:19,31 |
| 6    | Jürgen Kandlbauer  | Austria  | 1:19,36 |
| 7    | Andreas Frank      | Austria  | 1:19,48 |
| 8    | Manfred Gstatter   | Austria  | 1:19,50 |
| 9    | Luca Cattaneo      | Italia   | 1:19,51 |
| 9    | Roland Fischnaller | Italia   | 1:19,51 |

Data: 29 marzo

Località: Innerkrems

#### Slalom gigante
| Pos. | Atleta             | Nazione  | Tempo   |
| ---- | ------------------ | -------- | ------- |
| 1    | Jernej Koblar      | Slovenia | 2:04,10 |
| 2    | Jure Košir         | Slovenia | 2:04,13 |
| 3    | Mitja Kunc         | Slovenia | 2:04,86 |
| 4    | Aleš Gorza         | Slovenia | 2:05,28 |
| 5    | Uroš Pavlovčič     | Slovenia | 2:05,54 |
| 6    | Andreas Ertl       | Germania | 2:05,74 |
| 7    | Georg Streitberger | Austria  | 2:06,01 |
| 8    | Ožbi Ošlak         | Slovenia | 2:06,25 |
| 9    | Mitja Dragšič      | Slovenia | 2:06,33 |
| 10   | Alexander Koll     | Austria  | 2:06,37 |

Data: 23 marzo

Località: Krvavec

#### Slalom speciale
| Pos. | Atleta              | Nazione   | Tempo   |
| ---- | ------------------- | --------- | ------- |
| 1    | Mitja Dragšič       | Slovenia  | 1:29,46 |
| 2    | Stefan Kogler       | Germania  | 1:30,49 |
| 3    | Mitja Kunc          | Slovenia  | 1:30,83 |
| 4    | Andreas Ertl        | Germania  | 1:31,34 |
| 5    | Jono Brauer         | Australia | 1:31,43 |
| 6    | Andrej Šporn        | Slovenia  | 1:31,45 |
| 7    | Kurt Engl           | Austria   | 1:31,58 |
| 8    | Jernej Koblar       | Slovenia  | 1:31,72 |
| 8    | Uroš Pavlovčič      | Slovenia  | 1:31,72 |
| 10   | Christian Wanninger | Germania  | 1:31,84 |

Data: 24 marzo

Località: Rogla

### Donne

#### Supergigante
| Pos. | Atleta           | Nazione  | Tempo   |
| ---- | ---------------- | -------- | ------- |
| 1    | Michaela Kofler  | Austria  | 1:21,45 |
| 2    | Veronika Thanner | Austria  | 1:22,08 |
| 3    | Marion Wallner   | Austria  | 1:22,21 |
| 4    | Tina Maze        | Slovenia | 1:22,58 |
| 5    | Martina Lechner  | Austria  | 1:22,72 |
| 6    | Andrea Felber    | Austria  | 1:22,81 |
| 7    | Selina Heregger  | Austria  | 1:23,09 |
| 8    | Urška Rabič      | Slovenia | 1:23,34 |
| 9    | Špela Bračun     | Slovenia | 1:23,38 |
| 10   | Nicole Hosp      | Austria  | 1:23,56 |

Data: 29 marzo

Località: Innerkrems

#### Slalom gigante
| Pos. | Atleta                | Nazione     | Tempo   |
| ---- | --------------------- | ----------- | ------- |
| 1    | Tina Maze             | Slovenia    | 2:21,79 |
| 2    | Šárka Záhrobská       | Rep. Ceca   | 2:23,21 |
| 3    | Ana Drev              | Slovenia    | 2:23,85 |
| 4    | Ana Jelušić           | Croazia     | 2:23,99 |
| 5    | Emma Carrick-Anderson | Regno Unito | 2:24,11 |
| 6    | Jelena Lolović        | Jugoslavia  | 2:24,22 |
| 7    | Mojca Suhadolc        | Slovenia    | 2:24,57 |
| 8    | Carina Raich          | Austria     | 2:24,84 |
| 9    | Noriyo Hiroi          | Giappone    | 2:25,24 |
| 10   | Dagmara Krzyżyńska    | Polonia     | 2:25,57 |

Data: 24 marzo

Località: Krvavec

#### Slalom speciale
| Pos. | Atleta                | Nazione     | Tempo   |
| ---- | --------------------- | ----------- | ------- |
| 1    | Lea Dabič             | Slovenia    | 1:34,42 |
| 2    | Šárka Záhrobská       | Rep. Ceca   | 1:34,90 |
| 3    | Emma Carrick-Anderson | Regno Unito | 1:35,17 |
| 4    | Nataša Bokal          | Slovenia    | 1:35,62 |
| 4    | Monika Profous        | Austria     | 1:35,62 |
| 6    | Nika Fleiss           | Croazia     | 1:36,15 |
| 7    | Tina Maze             | Slovenia    | 1:36,18 |
| 8    | Eva Walkner           | Austria     | 1:36,38 |
| 9    | Karen Persyn          | Belgio      | 1:36,55 |
| 10   | Dagmara Krzyżyńska    | Polonia     | 1:36,70 |

Data: 23 marzo

Località: Rogla